# Nave funeraria di Port an Eilean Mhòir

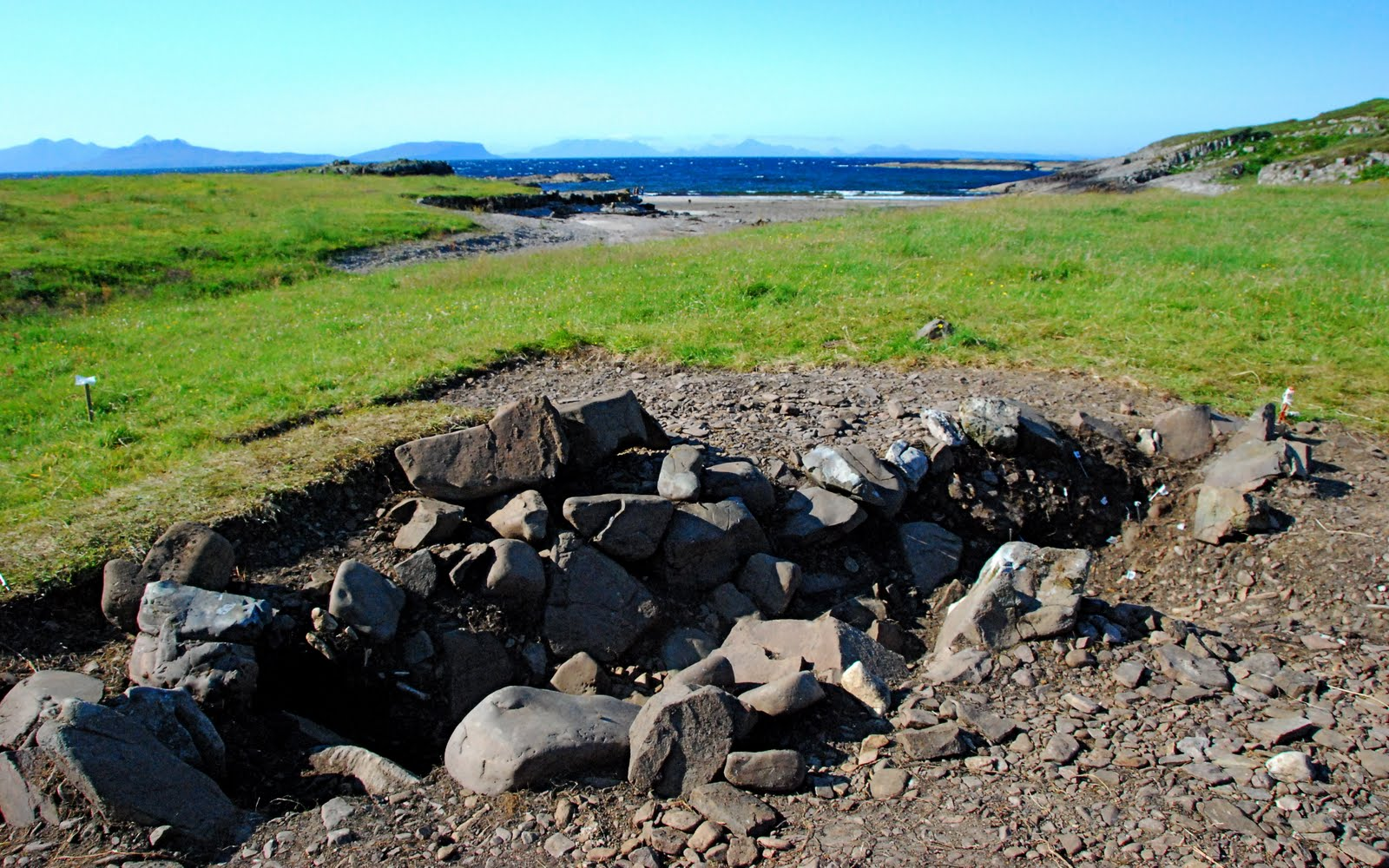
il sito della nave funeraria di Port an Eilean Mhòir

La nave funeraria di Port an Eilean Mhòir è una nave funeraria vichinga scoperta in un sito archeologico ad Ardnamurchan (Scozia), la punta più occidentale sull'isola di Gran Bretagna. Datata al X secolo, la sepoltura è costituita da una nave lunga circa 5 m (16,4 ft) e larga 1,5 m (4,9 ft) nella quale fu deposto un uomo con lo scudo, la spada e la lancia nonché altri oggetti funerari.
Nel 1924 chiodi, rivetti e altri reperti furono scoperti da T.C. Lethbridge presso Cul na Croise (Gorten Bay) ad Ardnamurchan, che furono caratterizzati all'epoca come provenienti da una nave funeraria; l'esatta localizzazione di questo sito è perduta e così la natura dei ritrovamenti non può essere determinata con certezza. Un caso simile fu il sito funerario continentale presso Huna, a Caithness, scoperto nel 1935, anche se questo era meglio documentato ed è accettato come nave funeraria. Altre nove navi funerarie vichinghe, o probabili tali, sono state trovate su isole della Scozia, comprese sei nelle Ebridi ed altre tre nelle Isole Settentrionali.

## Scoperta e scavo
La scoperta fu annunciata dagli archeologi dell'Ardnamurchan Transitions Project (ATP), diretto dalle Università di Manchester e Leicester, dalla CFA Archaeology (una società specializzata in servizi archeologici) e dalla Archaeology Scotland (un ente di beneficenza per la promozione della storia e dell'archeologia scozzesi) il 18 ottobre 2011. Studenti e accademici hanno indagato per parecchi anni i siti archeologici sulla penisola di Ardnamurchan e hanno fatto numerose scoperte, incluso un forte dell'Età del ferro, e un cairn a camera del Neolitico. Il progetto mira ad esaminare i cambiamenti sociali sulla penisola da 6.000 anni fa alle Highland Clearances dell'VIII e XIX secolo. Il suo lavoro è stato sostenuto dalla Ardnamurchan Estate, che possiede la penisola.
Il sito è ubicato sulla costa nord di Ardnamurchan presso Port an Eilean Mhòir tra Achateny e Ockle. Gli archeologi avevano pensato inizialmente che il sito della sepoltura fosse semplicemente un cumulo di rocce tolte dai campi in tempi recenti. Ad un'ulteriore indagine ci si rese conto che era una nave funeraria.

## Ritrovamenti
Lo stesso vascello si era quasi interamente consumato per il marciume, ma il suo profilo e circa 200 rivetti rimanevano ancora al loro posto, alcuni ancora collegati a piccoli pezzi di legno. La nave era stata quasi interamente riempita di pietre in quella che può darsi fosse una pratica rituale.
Dentro i confini della nave, gli archeologi scoprirono i resti frammentari di un uomo, compresi pezzi di un osso del braccio e denti. Era stato seppellito con un numero di oggetti funerari compreso uno scudo, posto sul suo petto, e una spada ed una lancia giacenti al suo fianco, oltre ad un'ascia, un coltello, una spilla anulare dell'Irlanda, articoli di ceramica, una cote della Norvegia e apparentemente un corno potorio, del quale sopravvive solo la rifinitura in bronzo. Furono scoperti dozzine di altri frammenti di ferro, ma non sono stati identificati.
Non si sa ancora da dove veniva l'uomo, ma gli archeologi sperano di essere in grado di identificare la sua regione di origine analizzando isotopi radioattivi estratti dalle sue ossa e dai suoi denti. I frammenti di legno trovati con i resti della nave dovrebbero rivelare con quale tipo di legno il vascello era fatto e probabilmente dove fu costruito.
Dopo che i reperti saranno stati esaminati e conservati, ci si aspetta che saranno reclamati dalla Corona come tesoro trovato, il che consentirebbe ai musei di fare domanda e di esporli. Il membro locale del Parlamento scozzese, David Thompson, ha chiesto che i ritrovamenti siano messi in esposizione presso Ardnamurchan, ed il responsabile del turismo locale John Peel ha suggerito che un'esposizione storica permanente potrebbe essere istituita sulla penisola per incoraggiare il turismo.
- Il dottor Oliver Harris solleva la testa dell'ascia sul sito.

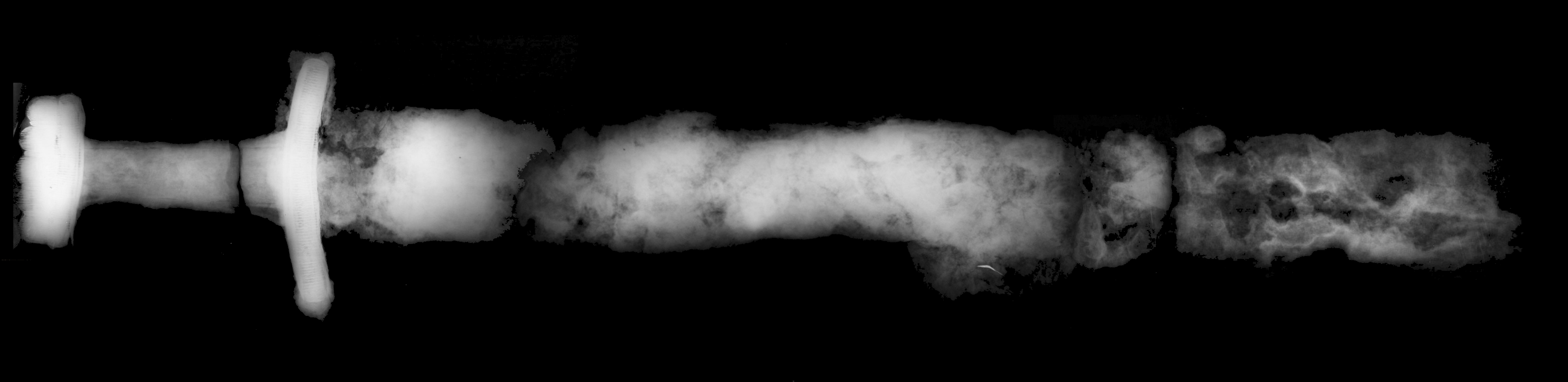
Un'immagine a raggi X della spada.

## Significato e contesto
Secondo la dottoressa Hannah Cobb, una co-direttrice del progetto dell'Università di Manchester, la nave funeraria è "una delle più importanti tombe norrene mai scavate in Gran Bretagna." È la prima volta che una nave vichinga confermabile è stata trovata completamente intatta sull'isola maggiore del Regno Unito. Sebbene fossero state trovate altre navi funerarie, la più famosa quella presso Sutton Hoo nel Suffolk, esse o erano state depositate secoli prima o non erano state scavate in modo riuscito a causa di carenze nei metodi archeologici.
La localizzazione del sito, vicino ai cairn esistenti del Neolitico e dell'Età del bronzo, gli dà un significato aggiunto. La dottoressa Cobb ha commentato: "Non pensiamo che l'associazione con i monumenti più vecchi possa essere una coincidenza — questo era un luogo che fu molto importante per la gente durante un periodo di tempo straordinariamente lungo." Nessun insediamento vichingo è stato trovato nell'area, ma i Vichinghi ebbero una presenza significativa in Scozia. Essi cominciarono a fare incursioni in Scozia nell'VIII secolo e si insediarono a Orkney e a Shetland nel IX secolo. Ci sono navi funerarie vichinghe precedentemente conosciute sulle isole scozzesi a Carn nan Bharraich e Lochan Kill Mhor ed un altro sito su Oronsay, altri due su Colonsay e uno su North Uist nelle Ebridi, a Scar su Sanday ad Orkney, uno su Fetlar, ed un altro a Ling Ness su Mainland (Isole Shetland).
Port an Eilean Mhòir è a circa 45 km (28 mi) a sud-est di Loch na h-Airde su Skye dove sono state trovate evidenze di un centro marittimo dell'era norrena, sebbene non si sappia se fosse in esistenza già nel X secolo. Il dottor Oliver Harris dell'Università di Leicester, uno dei co-direttori dell'ATP che lavorò sul sito, crede che l'occupante della sepoltura fosse "qualcuno di alto rango, che era ricco e potente e molto interessato ad essere visto come un guerriero." Egli commentava: